# Alexander Kopacz
Alexander Kopacz (London (Ontario), 26 januari 1990) is een Canadees bobslee remmer. 
Kopacz behaalde zijn grootste succes door als remmer van Justin Kripps olympisch goud in de tweemansbob te winnen tijdens de Olympische Winterspelen 2018, deze medaille moesten ze wel delen met de Duitsers Francesco Friedrich en Thorsten Margis

## Resultaten

### Olympische Winterspelen
| Jaar | Plaats      | Resultaten                               |
| ---- | ----------- | ---------------------------------------- |
| 2018 | Pyeongchang | in de tweemansbob · 6e in de viermansbob |

### Wereldkampioenschappen
| Jaar | Plaats     | Resultaten                               |
| ---- | ---------- | ---------------------------------------- |
| 2015 | Winterberg | 8e in de viermansbob 4e in de estafette  |
| 2016 | Igls       | 16e in de viermansbob                    |
| 2017 | Königssee  | in de tweemansbob · 6e in de viermansbob |

1932: Hubert Stevens / Curtis Stevens ·
1936: Ivan Brown / Alan Washbond ·
1948: Felix Endrich / Friedrich Waller ·
1952: Andreas Ostler / Lorenz Nieberl ·
1956: Lamberto Dalla Costa / Giacomo Conti ·
1964: Anthony Nash / Robin Dixon ·
1968: Eugenio Monti / Luciano De Paolis ·
1972: Wolfgang Zimmerer / Peter Utzschneider ·
1976: Meinhard Nehmer / Bernhard Germeshausen ·
1980: Erich Schärer / Josef Benz ·
1984: Wolfgang Hoppe / Dietmar Schauerhammer ·
1988: Jānis Ķipurs / Vladimir Kozlov ·
1992: Gustav Weder / Donat Acklin ·
1994: Gustav Weder / Donat Acklin ·
1998: Günther Huber / Antonio Tartaglia en Pierre Lueders / David MacEachern ·
2002: Christoph Langen / Markus Zimmermann ·
2006: André Lange / Kevin Kuske ·
2010: André Lange / Kevin Kuske ·
2014: Beat Hefti / Alex Baumann ·
2018: Francesco Friedrich / Thorsten Margis en Justin Kripps / Alexander Kopacz ·
2022: Francesco Friedrich / Thorsten Margis